# Łowiska
Łowiska – osada w Polsce położona w województwie zachodniopomorskim, w powiecie gryfickim, w gminie Płoty.
W latach 1975–1998 miejscowość administracyjnie należała do województwa szczecińskiego.
W 2002 roku osada liczyła 4 mieszkalnych budynków, w nich 7 mieszkań ogółem, z nich 7 zamieszkane stale. Z 7 mieszkań zamieszkanych wszystkie wybudowany między 1918 a 1944 rokiem.
Od 29 osób 14 było w wieku przedprodukcyjnym, 6 – w wieku produkcyjnym mobilnym, 8 – w wieku produkcyjnym niemobilnym, 1 – w wieku poprodukcyjnym. Od 18 osób w wieku 13 lat i więcej 2 mieli wykształcenie średnie, 1 – zasadnicze zawodowe, 9 – podstawowe ukończone i 6 – podstawowe nieukończone lub bez wykształcenia.

## Ludność[2]
W 2011 roku w osadzie żyło 26 osób, z nich 13 mężczyzn i 13 kobiet; 10 było w wieku przedprodukcyjnym, 11 – w wieku produkcyjnym mobilnym, 4 – w wieku produkcyjnym niemobilnym, 1 – w wieku poprodukcyjnym.